# Стоянка Лалова
Стоянка Лалова е българска народна певица, изпълнител на тракийски народни песни.

## Биография
Родена е на 11 март 1930 година в село Маломир, Ямболско. От 1951 година е солистка в ансамбъла за народни песни и танци “Филип Кутев“ в София. Тя е една от най-изявените певици с диапазон на дълбок фолклорен контраалт. От 1991 до 2003 година пее в квартет „Славей“. Освен в ансамбъл „Филип Кутев“ е пяла и в други хорови състави: „Космическите гласове“, „Големите гласове на България“. Записала е много песни в Българското национално радио и е участвала в много видеофилми в Българската национална телевизия. Има участие в над 15 албума, има издаден и самостоятелен албум. С квартет „Славей“ има 5 албума, сред които „Славей ми пее“. Умира на 23 март 2003 година.